# Rhipidolestes
Rhipidolestes là một chi chuồn chuồn ngô thuộc họ Megapodagrionidae. Nó gồm các loài:
- Rhipidolestes okinawanus